# مافه‌گه
مافه یا مافه‌گه نوعی معماری یادمان ویژهٔ مردم مردم بختیاری است که برای آن‌ها مکانی مقدس به‌شمار می‌آید. مافه‌گه توسط اعضای خانواده یا ایل، به عنوان یادبودی برای شخصی برپا داشته می‌شود که به دور از سرزمین خود و در غربت درگذشته باشد.

## ویژگی‌های معماری
مافه یک سازه به شکل چهارگوش هم‌اندازهٔ قد انسان یا بیشتر است که در چند رج ساخته‌شده و به سمت بالا کوچک و کوچکتر می‌شود. مافه‌گه مکعب مربع یا مستطیل است که درون آن پر شده و اغلب پس از برگزاری مراسم ترحیم، به صورت دایمی ساخته می‌شود.

## نمونه‌های مافه‌گه
در نقاط مختلف سرزمین بختیاری مافه‌های زیادی دیده می‌شود بعضی از آن‌ها متعلق به کشته‌شدگان جنگ ایران و عراق است که پیکر آن‌ها پیدا نشده است. یک مافه‌گه معروف در جادهٔ تاراز به عنوان یادمان بهمن علاءالدین خوانندهٔ بختیاری ساخته شده که دور از سرزمین خود در شهر کرج دفن شده است.
همچنین در منطقهٔ نفتک مسجدسلیمان یک مافه‌گه در یادبود حسین بن علی سومین امام شیعیان به اهتمام حمید حیدری سورشجانی و توسط ستاد برگزاری مراسم اربعین، شورای فرهنگ عمومی شهرستان و اداره فرهنگ و ارشاد اسلامی شهرستان مسجدسلیمان ساخته شده است که که در روز ۲۷ مهر ۱۳۹۸ همزمان با مراسم اربعین رونمایی شد.

## ثبت در فهرست میراث ملی
پروندهٔ ثبت مافه‌گه به عنوان میراث معنوی ناملموس، در فهرست آثار فرهنگی بختیاری به سازمان میراث فرهنگی، صنایع دستی و گردشگری کشور ارسال شده است.